# Производственный контроль эффективности средств индивидуальной защиты органа слуха

Замер степени ослабления шума, при использовании конкретной модели вкладыша конкретным работником

Производственный контроль эффективности средств индивидуальной защиты органа слуха (СИЗОС) — проверка того, насколько хорошо конкретная модель СИЗОС защищает конкретного работника от шума, с учётом свойств модели, индивидуальных анатомических особенностей работника, и его навыков правильно и аккуратно надевать наушники и/или вставлять вкладыши.
Индивидуальные отличия разных моделей СИЗОС; разнообразие голов и слуховых каналов по форме и размеру; и наличие/отсутствие умения аккуратно надевать/вставлять СИЗОС приводит к тому, что степень ослабления шума у работников, непрерывно и своевременно применяющих СИЗОС, может быть очень разной, и значительно меньше измеренной в лаборатории при сертификации, достигая полного отсутствия в отдельных случаях. В стандарте Канады отмечено, что "разнообразие ослабления шума у работников при использовании СИЗОС плюс-минус 20 дб - не редкость." В связи с этим в последние десятилетия были разработаны методы и средства измерений, позволяющие определять эффективность конкретной модели у каждого работника индивидуально; то есть проверять, насколько хорошо подходит ему данная модель, и умеет ли он достаточно правильно ей пользоваться.
Многие работодатели в развитых странах используют производственный контроль эффективности СИЗОС для снижения риска развития нейросенсорной тугоухости у своих работников, подвергающихся чрезмерному воздействию производственного шума — на добровольной основе (для снижения выплат компенсаций). Департамент условий и охраны труда и ряд других организаций рекомендуют проводить такую проверку у всех работников.
В некоторых странах, например в ФРГ, планируют изменить законы так, чтобы все работодатели были обязаны проводить такой контроль, а не только выдавать рабочим СИЗОС. Правительство канадской провинции Альберта изменило требования к работодателям: с 31 марта 2023 г. они станут обязаны проверять соответствие противошумов каждому работнику, и его умение аккуратно их вставлять (или надевать). Схожая тенденция проявляется и в Европейском Союзе. А в США разработали требования к средствам проверки.
По данным, три независимых исследования показали, что выдача работникам средств индивидуальной защиты от шума, без их персонального подбора, обучения, и проверки эффективности у каждого рабочего индивидуально, обычно не приводит к значительному уменьшению частоты потери слуха. Практика нескольких десятилетий защиты рабочих от шума в первую очередь с помощью СИЗОС показала свою несостоятельность.

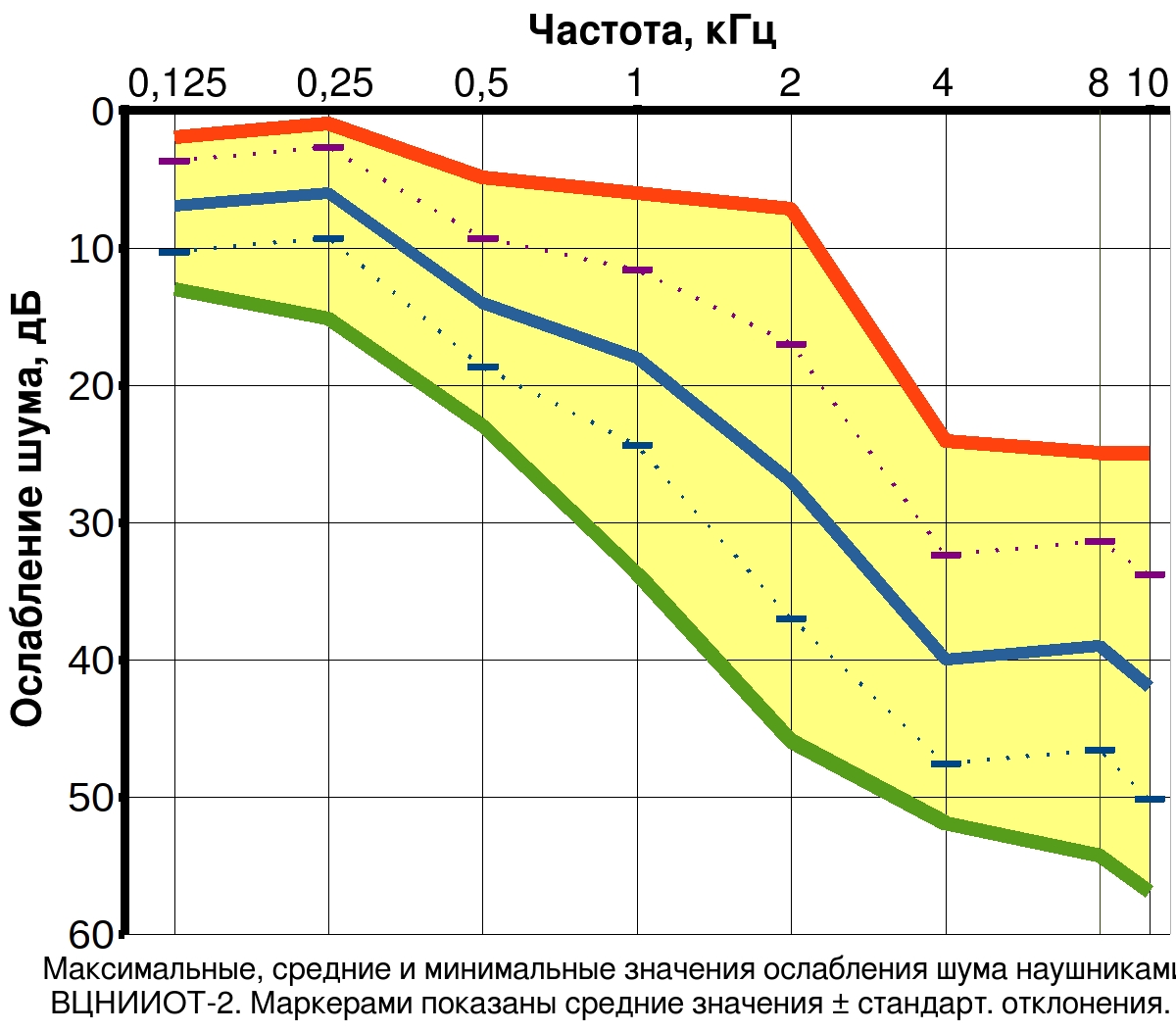
Разнообразие эффективности наушников ВЦНИИОТ-2 у 8 испытателей. СССР, 1966 г..

## История развития
Существуют разные способы определения ослабления воздействия шума на работника. Самый ранний — измерение порогов восприятия звуков разных частот у испытателя в лаборатории, без использования СИЗОС, и с использованием СИЗОС. Сравнение результатов позволяет определить степень ослабления шума у испытателя на разных частотах. Такой способ проверки (Real Ear Atenuation at Threshold, REAT) широко используют при сертификационных испытаниях: подбирают группу испытателей, и затем определяют среднее значение и стандартное отклонение ослабления шума у проверяемой модели СИЗОС в группе испытателей.
В сертификате и на упаковке указывают величину ослабления шума, достигаемую с вероятностью 84 % (Европейский Союз и РФ, показатель SNR; среднее значение минус стандартное отклонение), или 95 % (США, показатель NRR; среднее значение минус два стандартных отклонения). Затем этот способ стали использовать при проведении научных исследований на предприятиях (пример современной мобильной установки для замеров у рабочих для научных целей).
Например, подождав полчаса и более после начала смены, рабочих без предварительного предупреждения просили пройти с рабочего места в тихое помещение (например, в шумоизолированную камеру в специально оборудованном автобусе, стоявшем около двери цеха), не поправляя СИЗОС по дороге. Провожавший рабочего специалист следил, чтобы работник не касался вкладышей, не менял их положение по сравнению с положением на рабочем месте. В изолированном помещении определяли, при каком уровне (громкости) звуков разных частот работники начинают их слышать. Затем замеры повторяли, но уже без СИЗОС. Результаты исследования показали, что на рабочих местах ослабление шума очень нестабильно; и что оно (в целом) значительно ниже получаемого в лабораториях. Затем Национальный институт охраны труда провёл второе исследование. Суммарно, специалисты сделали по 5 замеров у 420 работников 15 заводов, при использовании вкладышей 8 разных конструкций. Полученные результаты позволили им сделать общий вывод: «у примерно 10 % работников, использующих вкладыши, ослабление воздействия шума составляет 3 дБ … , а у 10 % работников, использующих вкладыши из эластичного материала (не пористого) … оно близко к нулю.»
Аналогичные результаты получились и при проведении других исследований, другими специалистами и в других странах, хотя у рабочих опыт использования СИЗОС больше, чем у испытателей. С течением времени научное оборудование для таких замеров становилось легче, компактнее, и дешевле; и на его основе были разработаны системы производственного контроля. Для проверки вкладышей могут использоваться разные источники звука, громкоговорители или наушники; а для проверки наушников — громкоговорители. Для снижения стоимости системы, управлением подачей сигналов может заниматься программа, устанавливаемая на обычный компьютер.

## Методы измерений
Для изучения эффективности противошумов на практике могли использовать измерение порогов восприятия звуков разных частот (регулируя их громкость) и другие способы.
Сначала для замеров использовали определение порогов восприятия звуков, с и без СИЗОС - как при сертификации в лаборатории, метод REAT (Real Ear Attenuation at Threshold). Для этого могли использовать небольшие звукоизолированные кабины, в которых тестовые сигналы создавали громкоговорители; или шумоизолирующие наушники, с динамиками внутри.

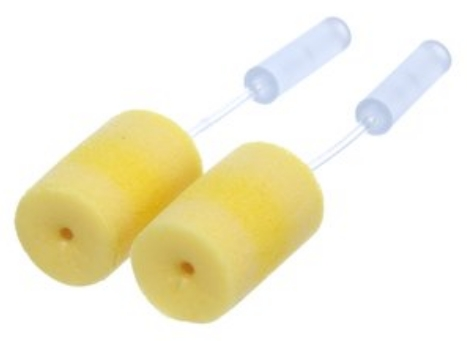
Вкладыш с зондом для замера уровня шума между барабанной перепонкой и СИЗОС

Позднее стали измерять уровни шума вне СИЗОС и между СИЗОС и барабанной перепонкой, и сравнивали результаты. У наушников для этого устанавливали 2 микрофона, снаружи и внутри. А у вкладышей использовали трубочку-зонд, проходящую через вкладыш так, что звук мог передаваться к находящемуся снаружи второму микрофону (см. фото). Достоинство этого способа в том, что его можно использовать для замеров непосредственно во время работы, на рабочих местах. Например, исследование показано, что ослабление шума правым и левым наушником может сильно отличаться (разница до 26 дБ). Если использовать этот метод (Microphone In Real Ear, MIRE) лишь для проверки эффективности у работника — замер занимает меньше времени, чем методом REAT, и исключает влияние состояния органа слуха работника и другие помехи. Кроме того, этим способом можно проводить замер и в процессе работы, в течение смены, определяя фактическую дозу воздействия шума.
Например, компания 3М предлагает потребителями использовать для проверки своих (именно) вкладышей систему E-A-Rfit Dual-Ear Validation System. В ней для проверки как вкладышей, так и наушников, используются микрофоны. для проверки вкладышей эти микрофоны размещают снаружи, а уровень звукового давления за вкладышем измеряется с помощью зонда-трубки, проходящего сквозь вкладыш. То есть, для проверки необходимы специально модифицированные вкладыши (изготавливает та же компания).
Недостатки этих, наиболее часто используемых методов: при использовании микрофонов нельзя проверять любые вкладыши, а только те, которые можно получить у изготовителя с зондом для измерений. То есть, система 3М совершенно непригодна для замеров ослабления шума вкладышами любого другого изготовителя. А при использовании замеров порогов восприятия звуков ухом работника на результат может повлиять фоновый шум в месте проведения измерений.
Для устранения последнего недостатка был разработан способ "уравновешивания громкости". Работник слушал специальный фоновый шум (не защищённым ухом), и регулировал громкость сигнала той же частоты, воздействующего на другое ухо, защищённое СИЗОС, чтобы громкость обеих сигналов казалась одинаковой. Затем СИЗОС убирали, и снова регулировали громкость для её выравнивания (имелись и другие варианты проведения замеров этим методом). Изменение громкости соответствовало ослаблению шума соответствовало его ослаблению СИЗОС, а использование специального фонового шума устраняло влияние внешних шумов на результат.
Компания Honeywell предлагает проверять эффективность вкладышей с помощью своей системы VeriPRO Earplug Fit Testing.
Существуют также и совершенно иные способы проверки. Например, в полость между вкладышем и слуховым каналом подают воздух под небольшим давлением. Это позволяет обнаружить зазоры по утечке, но не даёт никакой конкретной информации об ослаблении шума. Способ используется для обнаружения грубых ошибок при изготовлении вкладышей индивидуально, под конкретные слуховые каналы.

## Качество измерений
Три специалиста Национального института охраны труда, два исследователя (научный авиационно-медицинский военного центр, Форт Ракер) и два специалиста из компаний, производящих средства проверки СИЗОС, провели совместные сравнительные испытания трёх разных средств производственного контроля (NIOSH: Well-Fit, Michael & Associates: FitCheck, Honeywell: VeriPRO). В каждой из 4 лабораторий у 20 участников определяли ослабления звуков (125 - 8000 Гц) у одной и той же модели вкладышей (из эластомерного материала с воздушной полостью внутри, Howard Leight: Airsoft). В целом, все средства измерений дали схожие результаты, близкие к результатам при использовании сертификационного метода определения ослабления шума у СИЗОС. Некоторые отличия могли объясняться тем, что измерения проводились в разных лабораториях (в разных городах) и, соответственно, в них вкладыши использовали разные участники (в том числе с разным опытом использования СИЗОС, и опытом измерений порогов восприятия звуков). Немножко меньшее ослабление шума у VeriPRO может объясняться более сложным способом измерений.
Был сделан вывод: т.к. указываемые изготовителями показатели ослабления шума (NRR (США), SNR, HML и т.п.) не дают никакой информации об ослаблении шума у конкретного работника, любая из испытанных измерительных систем позволяет успешно обойтись без них.
Исследование показало, что у разных систем производственного контроля может быть различное качество результата измерений. Поэтому в США разработали требования к системам.

## Применение
Западные специалисты считают, что производственный контроль эффективности СИЗОС — незаменимое средство для повышения эффективности обучения новых, неопытных работников правильному использованию СИЗОС, и при повторном обучении.

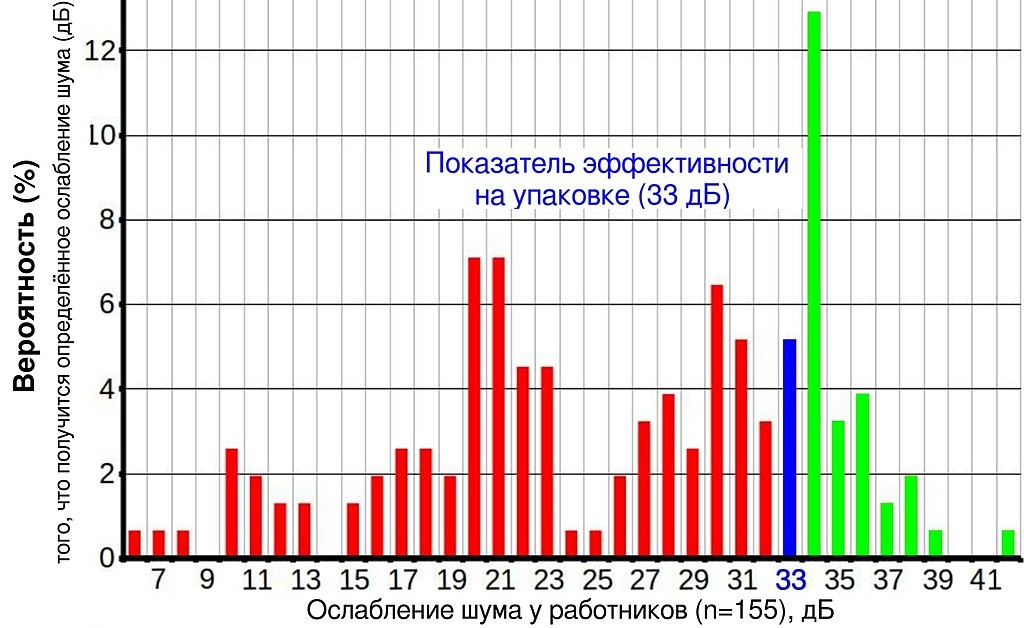
Разнообразие эффективности (PAR) у одной и той же модели вкладышей

Замер фактической эффективности выбранной модели СИЗОС позволяет определить, насколько хорошо рабочий может её применять, и не нужна ли ему другая, более подходящая. Важность этого обстоятельства показывает сравнение результатов измерений эффективности у работников (индивидуальный показатель, PAR) с показателем лабораторной эффективности (на упаковке). Если последний был равен 33 дБ, то фактические значения были в диапазоне от 6 до 42 дБ (и в большинстве случаев меньше 33 дБ). Аналогично, при минимальной эффективности у СИЗ органа слуха 22 дБ (4 Класс, австралийская классификация), фактические значения у 4 моделей вкладышей 3М этого класса оказались от 35 дБ до 0. При проверке использовали систему производственного контроля 3М E-A-Rfit.
По данным при выборе подходящей модели СИЗОС для шахтёров, некоторой части из них не подошла ни одна из 8 моделей вкладышей, рекомендовано использовать наушники. Если бы проверка не проводилась, то эти горнорабочие использовали бы заведомо недостаточно эффективные средства защиты.
Разные исследования показывают значительное увеличение эффективности СИЗОС при проведении повторного обучения рабочих вместе с замером эффективности. Причём наибольший рост эффективности отмечается у той части работников, у которых она ниже, и у которых риск больше. В то же время результаты некоторых исследований показали, что со временем положительный эффект повторного обучения — снижается. Например, после повторного обучения и проверки, эффективность возросла по сравнению с исходной у всех работников (в среднем на 12 дБ). А повторная проверка через 6 месяцев показала, что у части работников она снизилась. Но и спустя полгода эффективность (в среднем) была значительно выше исходной (рис. справа). 

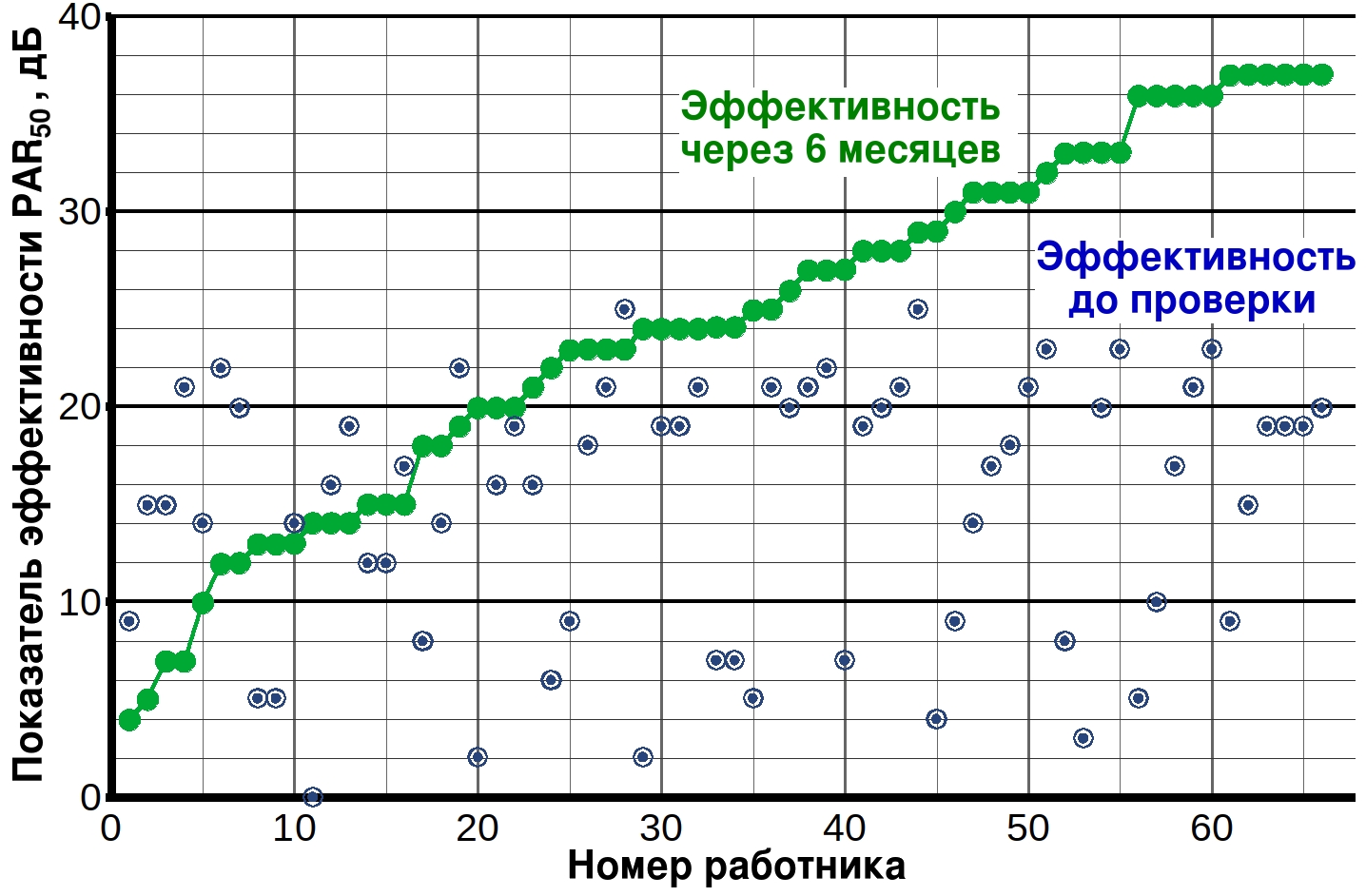
Изменение эффективности — исходная (синие маркеры), и спустя полгода после повторного обучения (зелёные маркеры)

Аналогичный результат получили японские учёные.

## Эффективность СИЗОС
Конечной целью применения СИЗ органа слуха является профилактика ухудшения здоровья. Обзорная публикация показала, что три независимых западных исследования, в которых сравнивалась частота развития нейросенсорной тугоухости у работников (которые использовали, и которые не применяли СИЗОС), не имеет значимых отличий. Авторы отметили, что все эти исследования были проведены до того, как производственный контроль эффективности получил широкое распространение в развитых странах. Также они указали, что специалисты по охране и гигиене труда, ставшие лауреатами за успешную защиту работников своих предприятий от шума за последние годы — все без исключения использовали производственный контроль для обучения и переобучения сотрудников.
Соответственно, они сделали вывод: применение производственного контроля является важной и самой перспективной составляющей программ защиты от шума (пока ещё добровольной для работодателей). Всё более и более широкое распространение систем производственного контроля покажет, насколько оправданы эти ожидания.

## Недостатки
Одним из недостатков имеющихся в продаже систем является их высокая стоимость, которая у отдельных моделей может достигать 3 тыс. долларов США. Понимая это, ряд специалистов попытался разработать более дешёвые аналоги имевшегося в продаже оборудования.
Большую работу в этой области провёл Национальный институт охраны труда (NIOSH, США). По неизвестным причинам результат многолетней работы, система HPD Well-Fit™ была передана для модернизации и реализации коммерческой компании (FitCheck Solo™). Это объяснили тем, что «у институте нет средств для отслеживания появления новых версий операционных систем, и коррекции результата своей работы для поддержки совместимости с новыми версиями». Стоимость продукта, продаваемого коммерческой компанией (Michael and Associates, Inc.) превышает 1 тыс. долларов США.
В NIOSH была разработана бесплатно доступная программа и устройство для неточной экспресс-проверки вкладышей. По сравнению с наушниками, эффективность вкладышей более разнообразна, и в большей степени склонна оказываться значительно ниже на рабочих местах по сравнению с лабораторными условиями. Разработчики исходили из того, что на подавляющем большинстве рабочих мест в США (90 %) ПДУ превышается меньше чем на 15 дБ, и что у подавляющего большинства вкладышей лабораторная эффективность значительно выше 15 дБ. В простейшем варианте проверка состоит в запуске на компьютере программы, издающей пульсирующий звук. Рабочий регулирует громкость так, чтобы звук был еле слышен. Затем он вставляет вкладыши, и снова включает звук — но другой, такой, что громкость второго на 15 дБ выше громкости первого. Если он не слышит второй звук — эффективность защиты не ниже 15 дБ.
В Канаде попытались разработать доступный аналог коммерческих систем в виде программы для смартфона. Она периодически издаёт звуки в течение коротких периодов времени. Громкость звуков в течение периодов постоянна, и в каждом новом периоде она меняется на 5 дБ по сравнению с предыдущим. Рабочий считает, сколько раз он слышал звуки, при использовании СИЗОС и без них, и разница в числе периодов, умноженная на 5 дБ, даёт приближённую оценку эффективности. Эта работа пока не закончена, но получены первые обнадёживающие результаты.
В Японии разработали и применяли измерительную систему, определявшую пороги восприятия звуков работником. Фактически, это был обычный аудиометр, но он проверял пороги только для звука частотй 2 кГц (упомянут в).
Министерства семьи и социальной политики Польши финансирует Национальный проект «Улучшение безопасности и условий труда». Пятый этап проекта предусматривает разработку указаний для проверки и обучения (работников) правильной установке вкладышей в слуховой канал. Для этого Центральный институт охраны труда разработал недорогой измерительный прибор, позволяющий определять пороги восприятия звуков разных частот.
Для справки, ещё в 1960-х в СССР провели замеры эффективности нескольких советских и иностранных моделей СИЗОС, вкладышей и наушников. Для этого как источник звуков определённой частоты использовался обычный аудиометр, подключавшийся или к наушникам (для проверки вкладышей), или к усилителю и динамику (для проверки pfobnys[ наушников). На рисунке показано, что у всего лишь 8 участников исследования, при использовании наушников (у которых эффективность сравнительно стабильная), ослабление шума с частотой 1 кГц отличалось на 27 дБ (максимальное и минимальное значения).

## Ситуация в РФ
Если в США всех работодателей обязали «давать возможность работникам выбрать наиболее подходящую модель СИЗОС из нескольких» (чтобы они применяли их вовремя, благодаря минимальному дискомфорту), ещё с 1970-х, то у нас такого требования нет. Закон обязывает работодателя обеспечивать рабочих СИЗ за свой счёт (позднее это стало выполняться и за счёт средств Фонда социального страхования), и выдаваемые СИЗ должны быть сертифицированы. То есть традиции выбора модели СИЗОС для рабочих в РФ отсутствуют. Проверка эффективности конкретной модели СИЗОС у конкретного работника — иногда проводилась в медико-санитарных частях на крупных предприятиях СССР.
Специалисты по гигиене и по охране труда до 1991 г. справедливо полагали, что улучшение самих условий труда — более надёжный способ сбережения здоровья, и не уделяли СИЗ много внимания. А после 1991 г. приоритетность охраны труда резко снизилась.
Результаты обзора публикаций на русском языке показали, что, с большой вероятностью, никаких эпидемиологических исследований влияния выдачи СИЗОС на риск ухудшения здоровья рабочих — не проводилось. Соответственно, работающие в этой области специалисты, руководители и работники, недостаточно хорошо представляют себе то, насколько разной может быть эффективность одной и той же модели СИЗОС при её применении в схожих условиях; и не знают о необходимости проверки эффективности у работников индивидуально.
В проекте стандарта производственный контроль эффективности даже не упомянут — в отличие от соответствующего стандарта Европейского Союза, использовавшегося как основа при разработке ГОСТа.

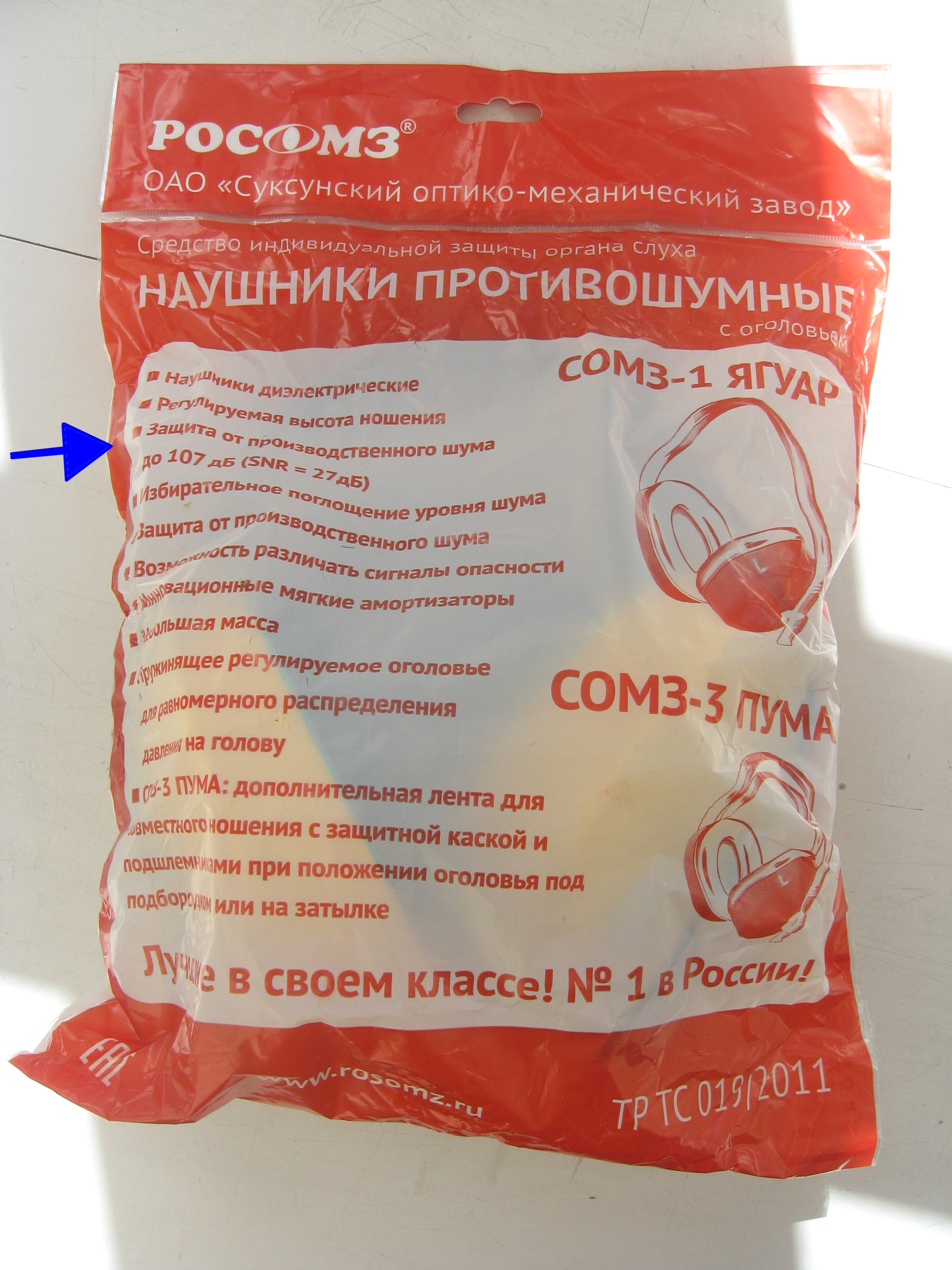
Указания поставщика потребителям в РФ: вычесть из уровня шума лабораторный показатель эффективности SNR для оценки защищённости работника

Но он упоминается в руководстве, выпущенном организацией, лоббирующей интересы поставщиков СИЗ в государственных органах (АСИЗ). Там почему-то написано, что такое оборудование может использоваться для учёта отличий в спектре шума на рабочих местах и использованного при сертификации. О значительном непостоянстве эффективности СИЗОС на рабочих местах, и что она в среднем гораздо меньше лабораторной, в руководстве не сказано, но лишь отмечено, что имеется некоторая «вариабильность». Вместо того, чтобы сказать о цели создания такого оборудования (определение реальной эффективности СИЗОС у конкретного рабочего, для определения того, адекватно ли он защищён), авторы советуют оценивать эффективность вычитая её лабораторный показатель из уровня шума на рабочем месте. То есть, они предлагают то, что не соответствует современному уровню науки, и что на практике приведёт к использованию заведомо неэффективных средств защиты хотя бы частью работников. О непостоянстве эффективности одной и той же модели СИЗОС не предупреждают и их поставщики и изготовители. Они рекомендуют оценивать эффективность защиты работника. вычитая полученный при лабораторных (сертификационных) испытаниях показатель ослабления шума SNR из уровня шума на рабочем месте (см. фото) — что считается недопустимым во всех развитых странах уже много лет.
Используя этот подход, Суксунский оптико-механический завод рекомендует использовать наушники «Ягуар» при уровне шума до 107 дБА, игнорируя даже то, что показатель SNR предназначен для использования при измерении уровня шума на рабочем месте с С-коррекцией, в то время как в РФ его меряют с А-коррекцией. Для сравнения, в Канаде при уровне шума более 105 дБА работодатель обязан защищать работника двумя СИЗОС (вкладышами и наушниками одновременно). Выполнение таких рекомендаций может привести к тому, что хотя бы часть рабочих получит заведомо недостаточно эффективные средства защиты.
Наконец, разрешение использовать средства Фонда социального страхования для профилактических мероприятий, в принципе, создаёт благоприятные условия для тех работодателей, которые захотят использовать системы производственного контроля для улучшения защиты работников. Однако это разрешение сформулировано и истолковывается так, что за счёт отчислений в Фонд приобретать для работников СИЗОС, порой заведомо недостаточно эффективные, но нельзя использовать эти средства для проверки того, соответствуют ли приобретаемые модели требованиям охраны труда (по эффективности) у конкретного работника. Возможно, это объясняется эффективным лоббированием своих коммерческих интересов поставщиками и производителями СИЗ.
Таким образом, есть предпосылки для того, чтобы выдача СИЗОС в РФ дала тот же результат, который показали три западных исследования (упомянутые в) — отсутствие значительного снижения заболеваемости при выдаче работникам сертифицированных СИЗ органа слуха.
Замеры на рабочих местах при использовании сертифицированных наушников показали, что вычисленное ослабление шума (как рекомендуют поставщики, и ГОСТ Р 12.4.212) не имеют ничего общего с реальным ослаблением при своевременном применении СИЗОС, т.е. оценка защиты от шума по паспортным данным СИЗОС - недопустима.

## Свойства разных способов проверки СИЗОС
| Метод                                                             | Измерение уровней звука микрофоном в ухе (MIRE) | Измерение уровней звука микрофоном в ухе (MIRE) | Аудиометрический метод (с аудиометром)                                                   | Аудиометрический метод (с аудиометром)                                                   | Метод аудиометрических измерений (прибором-аналогом аудиометра)                          | Метод аудиометрических измерений (прибором-аналогом аудиометра)                          | Регулирование (уравновешивание) громкости | Определение акустического проникания         | Обнаружение просачивания воздуха                                     |
| Подвид метода                                                     | С наушниками                                    | С громкоговорителем                             | С наушниками                                                                             | С громкоговорителем                                                                      | С наушниками                                                                             | С громкоговорителем                                                                      | Регулирование (уравновешивание) громкости | Определение акустического проникания         | Обнаружение просачивания воздуха                                     |
| ----------------------------------------------------------------- | ----------------------------------------------- | ----------------------------------------------- | ---------------------------------------------------------------------------------------- | ---------------------------------------------------------------------------------------- | ---------------------------------------------------------------------------------------- | ---------------------------------------------------------------------------------------- | ----------------------------------------- | -------------------------------------------- | -------------------------------------------------------------------- |
| Принцип                                                           | Измерение различия звуковых давлений            | Измерение различия звуковых давлений            | Измерение различий порогов восприятия звуков                                             | Измерение различий порогов восприятия звуков                                             | Измерение различий порогов восприятия звуков                                             | Измерение различий порогов восприятия звуков                                             | Уравновешивание громкости                 | Определение проникания низкочастотных звуков | Измерение максимального перепада давления, или скорости его убывания |
| Зависимость от работника                                          | объективный                                     | объективный                                     | субъективный                                                                             | субъективный                                                                             | субъективный                                                                             | субъективный                                                                             | субъективный                              | объективный                                  | объективный                                                          |
| Тестовые сигналы                                                  | Широкополосный шум                              | Широкополосный шум                              | Тональные или узкополосные звуки                                                         | Узкополосные звуки                                                                       | Тональные или узкополосные звуки                                                         | Узкополосные звуки                                                                       | Тональные или узкополосные звуки          | Низкочастотные тональные звуки               | Не используются                                                      |
| Звуковое поле                                                     | Наушники                                        | Свободное поле                                  | Наушники                                                                                 | Диффузное и квази-диффузное                                                              | Наушники                                                                                 | Диффузное и квази-диффузное                                                              | Наушники                                  | 80 дБА                                       | Нет ограничений                                                      |
| Максимально допустимый фоновый шум                                | 70 дБА                                          | 70 дБА                                          | 40 дБА                                                                                   | 25 дБА                                                                                   | 40 дБА                                                                                   | 25 дБА                                                                                   | 70 дБА                                    | Не применимо                                 | Не применимо                                                         |
| Частоты тестовых сигналов                                         | 0,125÷8 кГц                                     | 0,125÷8 кГц                                     | 0,125÷8 кГц, или часть частот                                                            | 0,125÷8 кГц, или часть частот                                                            | Одна или несколько частот из диапазона 0,125÷8 кГц                                       | Одна или несколько частот из диапазона 0,125÷8 кГц                                       | 0,125÷8 кГц                               | Не применимо                                 | Не применимо                                                         |
| Затраты времени                                                   | 5 минут                                         | 5 минут                                         | 5÷20 минут                                                                               | 5÷10 минут                                                                               | 5÷15 минут                                                                               | 5÷10 минут                                                                               | 5÷15 минут                                | 5 минут                                      | 5 минут                                                              |
| Пригодность для выбора СИЗОС для известных условий труда          | +                                               | +                                               | +                                                                                        | +                                                                                        | +                                                                                        | +                                                                                        | —                                         | +                                            | +                                                                    |
| Обучение рабочих применению СИЗОС                                 | +                                               | +                                               | +                                                                                        | +                                                                                        | +                                                                                        | +                                                                                        | +                                         | +                                            | +                                                                    |
| Проверка качества индивидуально изготовленных вкладышей           | +                                               | +                                               | +                                                                                        | +                                                                                        | +                                                                                        | +                                                                                        | +                                         | +                                            | +                                                                    |
| Необходимо ли обучать работника для использования метода проверки | —                                               | —                                               | +                                                                                        | +                                                                                        | +                                                                                        | +                                                                                        | +                                         | —                                            | —                                                                    |
| Может ли метод использоваться, если у рабочего ухудшенный слух    | +                                               | +                                               | + (С учётом обстоятельств: степень ухудшения слуха, количество частот тестовых сигналов) | + (С учётом обстоятельств: степень ухудшения слуха, количество частот тестовых сигналов) | + (С учётом обстоятельств: степень ухудшения слуха, количество частот тестовых сигналов) | + (С учётом обстоятельств: степень ухудшения слуха, количество частот тестовых сигналов) | —                                         | +                                            | +                                                                    |
| Можно ли проверять наушники и вкладыши на дужке                   | —                                               | +                                               | —                                                                                        | +                                                                                        | —                                                                                        | +                                                                                        | —                                         | —                                            | —                                                                    |